# The Big Heat
The Big Heat é um filme estadunidense de 1953, dos gêneros policial e suspense em estilo noir, dirigido por Fritz Lang.

## Sinopse
O detetive de homicídios, sargento Dave Bannion, do Departamento de Polícia de Kenport, é chamado para investigar o suicídio de um colega policial, Tom Duncan. Duncan deixa para trás uma carta endereçada ao promotor público. Sua esposa, Bertha, encontra o envelope e o tranca em seu cofre. Ela diz a Bannion que seu marido estava deprimido porque estava com problemas de saúde.
A amante do falecido policial, Lucy Chapman, contradiz a Sra. Duncan, dizendo ao sargento Bannion que Tom Duncan não estava com problemas de saúde e não tinha motivos para se matar, mas recentemente concordou em se divorciar de sua esposa. No dia seguinte, o tenente Ted Wilks está sob pressão do "andar de cima" para encerrar o caso e ordena que Bannion desista de sua investigação. Lucy Chapman é encontrada estrangulada até a morte, seu corpo coberto de queimaduras de cigarro. Bannion recebe ligações ameaçadoras em sua casa. Ele confronta Mike Lagana, um chefe da máfia que administra a cidade, e descobre que as pessoas estão com muito medo de enfrentar o sindicato do crime. Quando Bannion ignora os avisos para desistir, seu carro é equipado com dinamite. O carro-bomba mata sua esposa, Katie. Acusando seus superiores de corrupção, Bannion insulta o corrupto comissário de polícia Higgins, acusando-o de obedecer às ordens de Lagana. Higgins coloca Bannion em suspensão imediata e ordena que ele entregue seu distintivo. Determinado a encontrar os responsáveis pelo assassinato de sua esposa, Bannion continua a investigar.
Ele espera descobrir uma pista em uma boate chamada "The Retreat". Quando o segundo em comando de Lagana, Vince Stone, pune uma mulher lá, queimando-a com uma ponta de charuto, Bannion enfrenta ele e seus capangas. Isso impressiona a namorada de Stone, Debby Marsh. Os dois se dão bem e pegam um táxi para o hotel onde ele mora agora. Quando Debby acidentalmente lembra Bannion sobre sua falecida esposa, ele diz a ela para ir embora. Debby relutantemente retorna à cobertura de Stone. Ele a acusa de falar com Bannion sobre suas atividades e joga um bule de café fervente em seu rosto. Higgins, que estava jogando pôquer com Stone e seu grupo lá, a leva para um hospital.
Debby retorna a Bannion em seu hotel; o lado esquerdo de seu rosto gravemente queimado e coberto de bandagens. Para proteção, ele a coloca em um quarto de hotel perto do dele. Debby identifica o homem que organizou o plantio do carro-bomba como Larry Gordon, um dos associados de Stone. Ela também diz a ele onde Gordon está hospedado. Bannion força Gordon a admitir o carro-bomba e a revelar que a viúva de Duncan está chantageando Stone e Lagana com documentos incriminatórios. Bannion não mata Gordon, mas promete espalhar a notícia de que ele falou. Depois, Gordon é morto pelos homens de Stone. Bannion então confronta a Sra. Duncan, acusando-a de trair Lucy Chapman e proteger Lagana e Stone. Com as mãos na garganta dela, Bannion diz à Sra. Duncan que, se ela for morta, as evidências que ela tem contra Lagana serão reveladas. Antes que Bannion possa cumprir suas ameaças, policiais enviados por Lagana chegam e ele é forçado a sair.
Bannion vai lidar com Stone quando Wilks chega, agora preparado para se posicionar contra a máfia e seu chefe corrupto. Debby vai até a Sra. Duncan e começa a falar sobre suas respectivas associações com gângsteres. Quando a Sra. Duncan tenta telefonar para Stone pedindo ajuda, Debby a mata a tiros.
Bannion segue Stone, que retorna à sua cobertura, onde Debby está esperando por ele. Ela joga café fervente em seu rosto em um ato de vingança. Em retaliação, Stone atira nela. Depois de um curto tiroteio, Bannion captura Stone. Quando Debby morre no chão, ela confessa ter atirado na Sra. Duncan. Stone é preso por assassinato e as evidências contundentes do policial Duncan na nota que ele deixou para trás para o promotor são tornadas públicas. Lagana e Higgins são indiciados, e Bannion é reintegrado ao seu trabalho como detetive de homicídios.

## Produção
O filme foi baseado em uma série fictícia de William P. McGivern, que apareceu no Saturday Evening Post a partir de dezembro de 1952 e foi publicado como um romance em 1953. Inicialmente, o romance de McGivern seria produzido por Jerry Wald, que queria Paul Muni, George Raft ou Edward G. Robinson (que trabalhou com o diretor Fritz Lang em Woman in the Window e Scarlet Street) para o papel de Dave Bannion. A Columbia Pictures pagou US$ 40 000 pelo romance de McGivern. Lang dirigiu o filme enquanto Sydney Boehm o escreveu.
Boehm mudou muitos detalhes no romance. O comissário Higgins não está no romance e o tenente Wilks é o policial corrupto. Um policial honesto chamado Cranston, que estava no romance, foi omitido do filme.
No romance, não se sabe até o final que a viúva do policial que se matou (chamado Deery no livro, Duncan no filme) estava chantageando Lagana. Debby atira nela e depois se fere mortalmente. Depois que Stone é encurralado por Bannion, ele é morto por outro policial. Em vez de se passar na Filadélfia, o filme se passa na cidade fictícia de Kenport.
A Columbia queria que Marilyn Monroe fizesse o papel de Debby Marsh, mas não queria pagar a taxa que a 20th Century Fox exigiu pelo empréstimo de sua estrela, então Gloria Grahame foi escalada em seu lugar.
Rex Reason estava programado para interpretar Tierney ou o detetive Burke, mas seu agente queria um papel maior. No final, Reason não foi escalado e Peter Whitney e Robert Burton conseguiram os papéis de Tierney e Burke, respectivamente.
Na cena no bar onde Stone e Bannion se conhecem, a banda da casa está tocando "Put the Blame on Mame", uma música também ouvida no clássico noir de 1946 Gilda, também estrelado por Ford, e também produzido pela Columbia.

## Elenco principal
- Glenn Ford.... sargento detetive Dave Bannion
- Gloria Grahame.... Debby Marsh
- Jocelyn Brando.... Katie Bannion
- Lee Marvin.... Vince Stone
- Jeanette Nolan.... Bertha Duncan
- Alexander Scourby.... Mike Lagana
- Adam Williams.... Larry